# Leichtathletik-Europameisterschaften 1974/Kugelstoßen der Männer

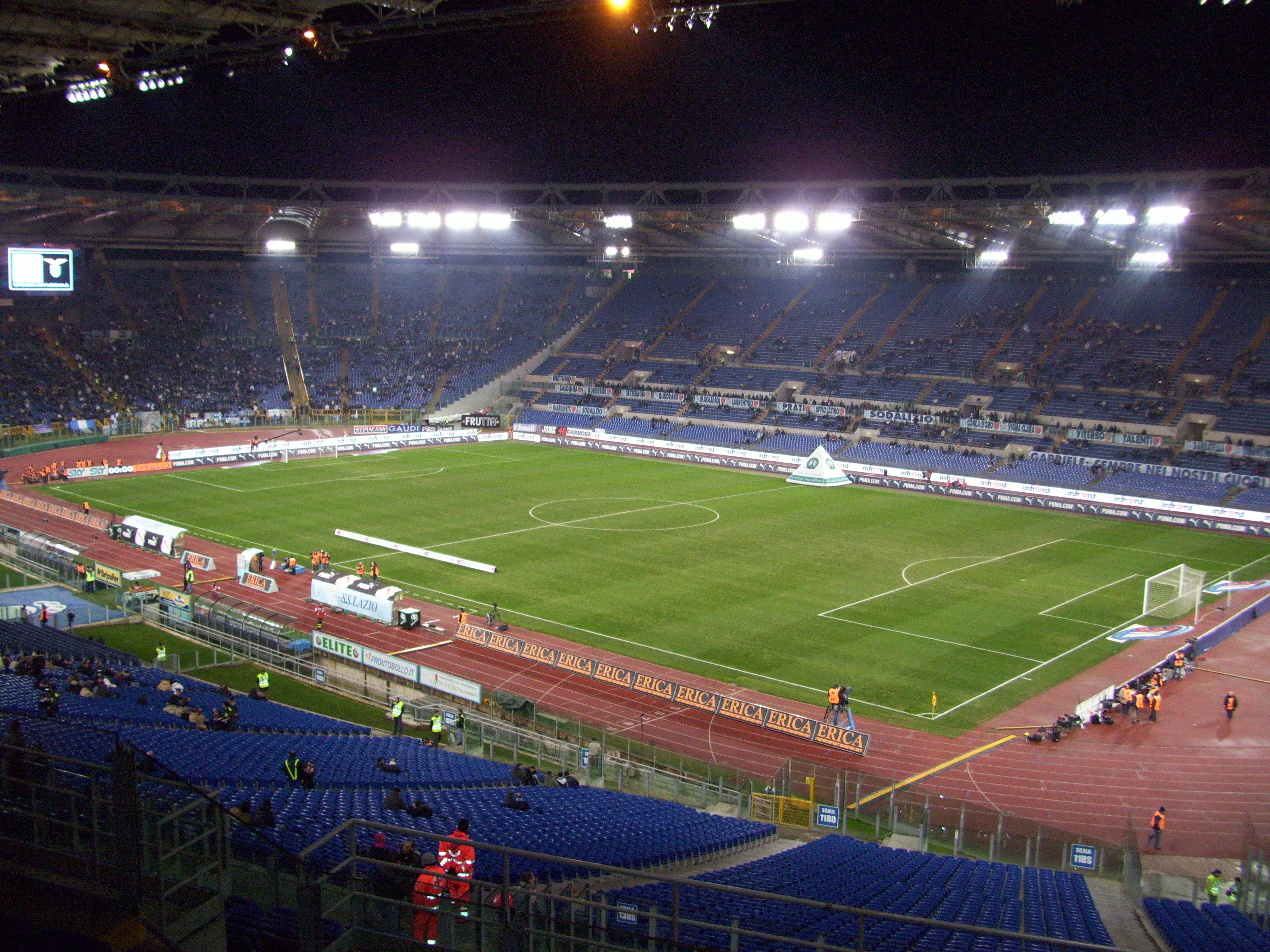
Das Olympiastadion von Rom im Jahr 2009

Das Kugelstoßen der Männer bei den Leichtathletik-Europameisterschaften 1974 wurde am 4. und 6. September 1974 im Olympiastadion von Rom ausgetragen.
Europameister wurde der Titelverteidiger und Olympiadritte von 1972 Hartmut Briesenick aus der DDR. Platz zwei belegte der bundesdeutsche Kugelstoßer Ralf Reichenbach. Bronze ging an den Briten Geoff Capes.

## Bestehende Rekorde
| Weltrekord           | 21,82 m | Al Feuerbach           | San José, USA                        | 5. Mai 1973     |
| Europarekord         | 21,70 m | Alexander Baryschnikow | Moskau, Sowjetunion (heute Russland) | 25. August 1974 |
| Meisterschaftsrekord | 21,08 m | Hartmut Briesenick     | EM Helsinki, Finnland                | 13. August 1971 |

Der bestehende EM-Rekord wurde bei diesen Europameisterschaften nicht erreicht. Die größte Weite von 20,50 m erzielte Europameister Hartmut Briesenick aus der DDR im Finale am 6. September, womit er 58 Zentimeter unter seinem eigenen Rekord blieb. Zum Europarekord fehlten ihm 1,20 m, zum Weltrekord 1,32 m.

## Qualifikation
4. September 1974
Zwanzig Wettbewerber traten zur Qualifikationsrunde an. Die Qualifikationsweite für den direkten Finaleinzug betrug 19,00 m. Dreizehn Athleten übertrafen diese Marke (hellblau unterlegt). Damit war die Mindestzahl von zwölf Finalteilnehmern erreicht. Die qualifizierten Athleten bestritten zwei Tage darauf das Finale.

### Gruppe A
| Platz | Name                   | Nation           | Weite (m) |
| ----- | ---------------------- | ---------------- | --------- |
| 1     | Reijo Ståhlberg        | Finnland         | 19,48     |
| 2     | Hartmut Briesenick     | DDR              | 19,37     |
| 3     | Ole Lindskjøld         | Dänemark         | 19,30     |
| 4     | Waltscho Stoew         | Bulgarien        | 19,29     |
| 5     | Alexander Baryschnikow | Sowjetunion      | 19,10     |
| 6     | Jaromír Vlk            | Tschechoslowakei | 19,09     |
| 7     | Hreinn Halldórsson     | Island           | 18,28     |
| 8     | Angelo Groppelli       | Italien          | 18,06     |
| 9     | Josef Forst            | BR Deutschland   | 17,74     |
| 10    | Mieczysław Bręczewski  | Polen            | 17,49     |

### Gruppe B
| Platz | Name              | Nation           | Weite (m) |
| ----- | ----------------- | ---------------- | --------- |
| 1     | Władysław Komar   | Polen            | 20,00     |
| 2     | Ralf Reichenbach  | BR Deutschland   | 19,61     |
| 3     | Udo Beyer         | DDR              | 19,57     |
| 4     | Geoff Capes       | Großbritannien   | 19,37     |
| 5     | Mike Winch        | Großbritannien   | 19,29     |
| 6     | Jaroslav Brabec   | Tschechoslowakei | 19,21     |
| 7     | Waleri Woikin     | Sowjetunion      | 19,16     |
| 8     | Nikolai Kristow   | Bulgarien        | 18,59     |
| 9     | Miroslav Janoušek | Tschechoslowakei | 18,56     |
| 10    | Hans Höglund      | Schweden         | 17,99     |

## Finale
6. September 1974
| Platz | Name                   | Nation           | Weite (m) |
| ----- | ---------------------- | ---------------- | --------- |
| 1     | Hartmut Briesenick     | DDR              | 20,50     |
| 2     | Ralf Reichenbach       | BR Deutschland   | 20,38     |
| 3     | Geoff Capes            | Großbritannien   | 20,21     |
| 4     | Alexander Baryschnikow | Sowjetunion      | 20,13     |
| 5     | Waleri Woikin          | Sowjetunion      | 20,07     |
| 6     | Władysław Komar        | Polen            | 19,82     |
| 7     | Jaroslav Brabec        | Tschechoslowakei | 19,73     |
| 8     | Udo Beyer              | DDR              | 19,63     |
| 9     | Waltscho Stoew         | Bulgarien        | 19,62     |
| 10    | Jaromír Vlk            | Tschechoslowakei | 19,45     |
| 11    | Reijo Ståhlberg        | Finnland         | 19,22     |
| 12    | Mike Winch             | Großbritannien   | 18,89     |
| 13    | Ole Lindskjøld         | Dänemark         | 18,84     |

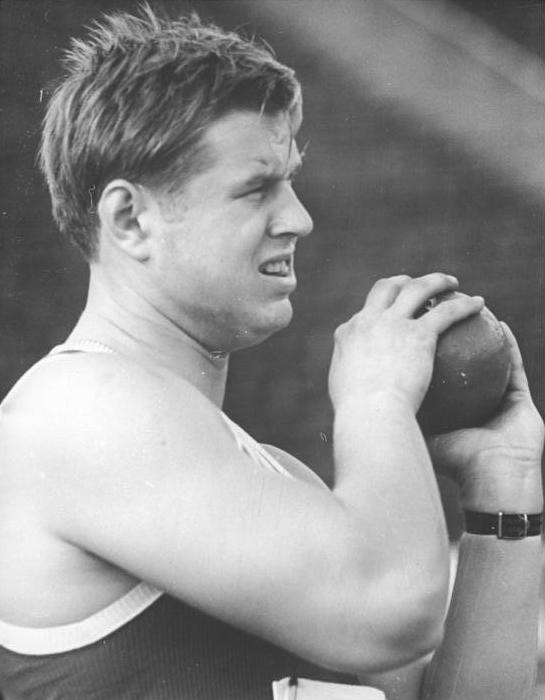
Der Titelverteidiger und Olympiadritte von 1972 Hartmut Briesenick wurde erneut Europameister

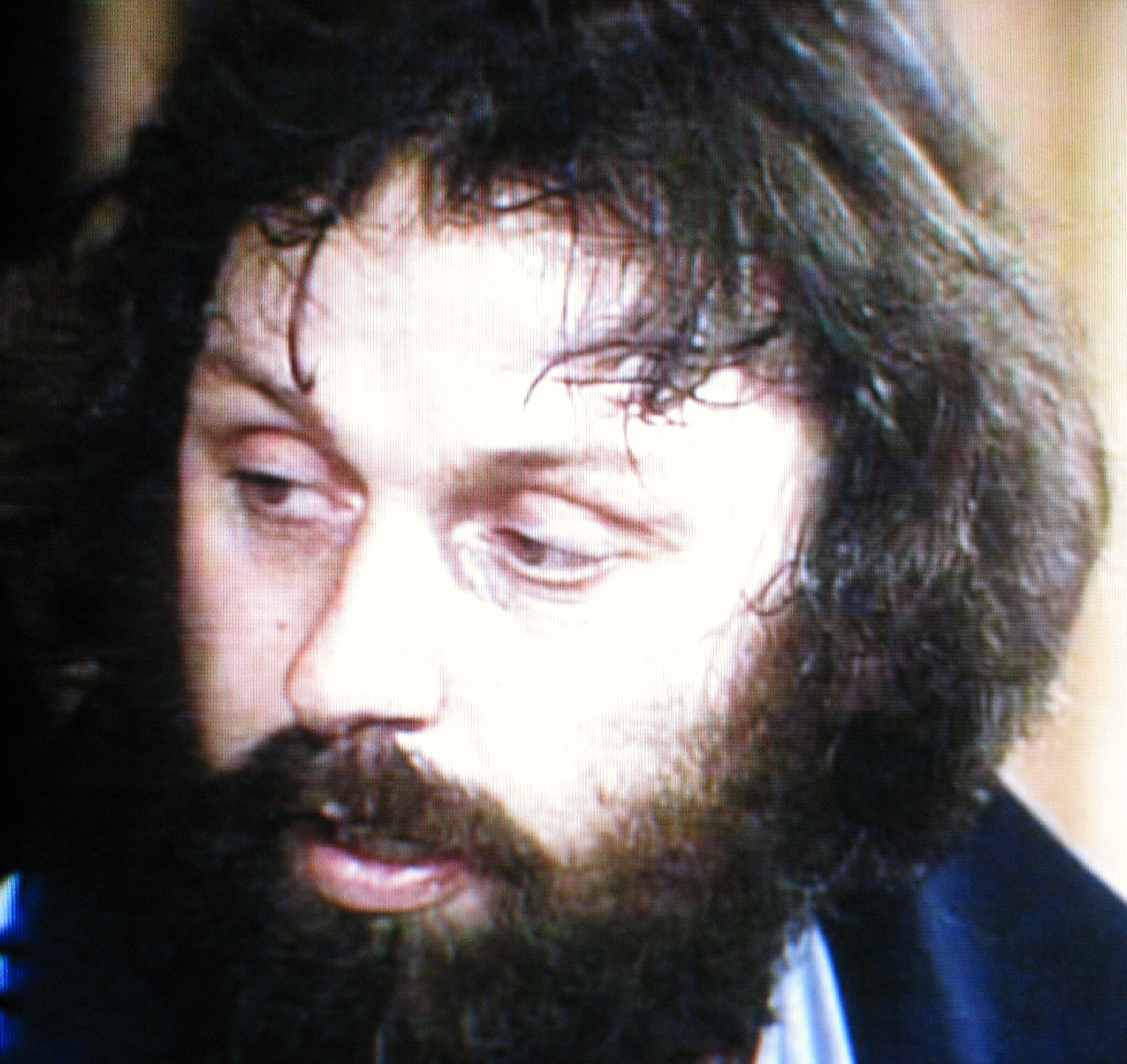
Geoff Capes, 1971 noch in der EM-Qualifikation gescheitert, holte sich die Bronzemedaille
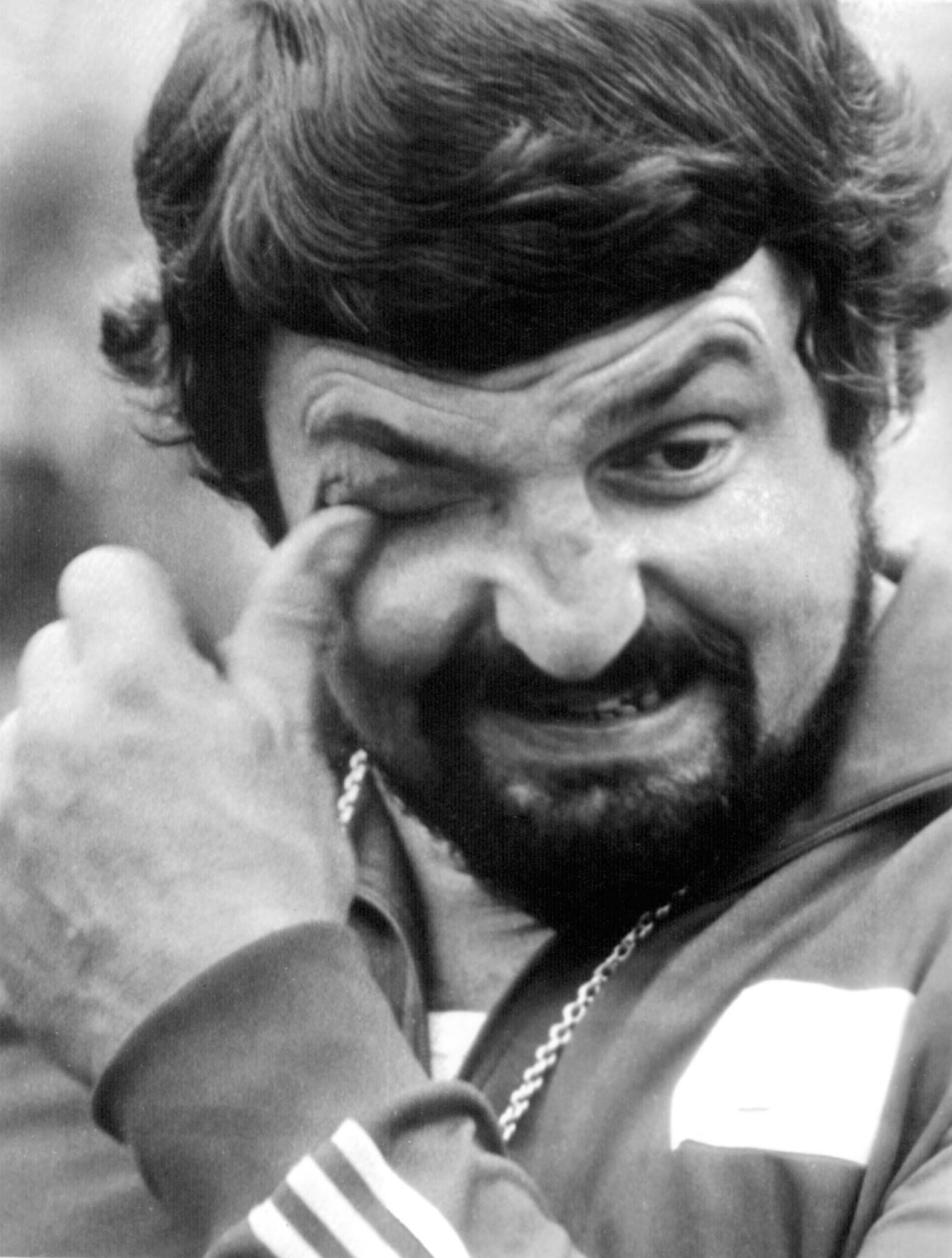
Der Olympiasieger von 1972 und EM-Dritte von 1971 Władysław Komar musste sich mit dem sechsten Platz begnügen
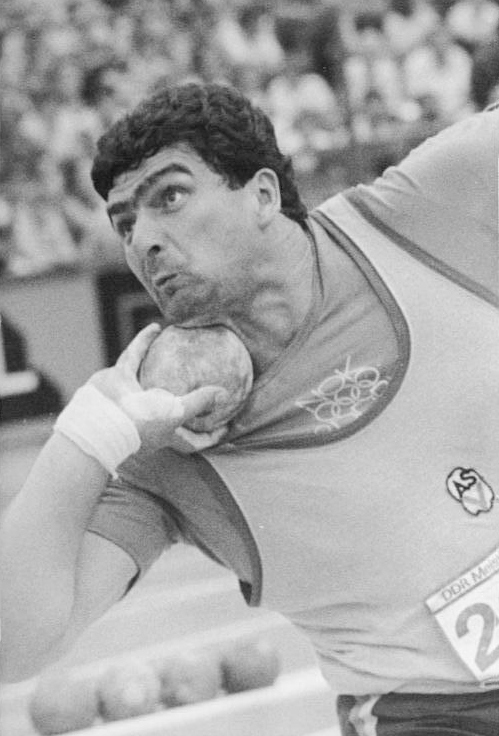
Udo Beyer, am Beginn einer sehr erfolgreichen Karriere, belegte Rang acht – in den Jahren danach wurde er unter anderem Olympiasieger 1976, Europameister 1978/1982 und Weltrekordinhaber